# Lepidodexia reinhardi
Lepidodexia reinhardi är en tvåvingeart som beskrevs av Guilherme A.M.Lopes 1979. Lepidodexia reinhardi ingår i släktet Lepidodexia och familjen köttflugor.
Artens utbredningsområde är Texas. Inga underarter finns listade i Catalogue of Life.